# Musikergärdsmyg
Musikergärdsmyg (Cyphorhinus arada) är en fågel i familjen gärdsmygar inom ordningen tättingar.

## Utseende och läte
Musikergärdsmygen är en udda formad gärdsmyg med brun fjäderdräkt. Den är kastanjebrun på strupe och bröst, med täta tvärband på vingar och stjärt. I övrigt varierar fjäderdräkten tydligt geografiskt. I delar av utbredningsområdet har den vita streck på halsen, ett vitt streck bakom ögat och/eller en vitaktig till ljusblå ring kring ögat. Artens sång är än mer udda och unik, bestående av fylliga flöjtande toner uppblandade med tjirpande ljud och skallrande läten.

## Utbredning och systematik
Musikergärdsmygen förekommer i Sydamerika, i Amazonområdet och i Guyanaregionen. Den delas in i sex underarter med följande utbredning:
- Cyphorhinus arada transfluvialis – sydöstra Colombia (Caqueta) till norra Brasilien (östra Amazonområdet)
- Cyphorhinus arada salvini – sydöstra Colombia till östra Ecuador och nordöstra Peru (Loreto)
- Cyphorhinus arada arada (inklusive faroensis och urbanoi[4]) – östra Venezuela, Guyanaregionen och norra Brasilien norr om Amazonfloden och öster om Rio Negro
- Cyphorhinus arada griseolateralis – norra Amazonområdet och avrinningsområdet för floden Tapajós
- Cyphorhinus arada interpositus – Brasilien (från västra sidan av floden Tapajós till norra Mato Grosso)
- Cyphorhinus arada modulator – tropiska östra Peru, norra Bolivia och västra Amazonområdet i Brasilien

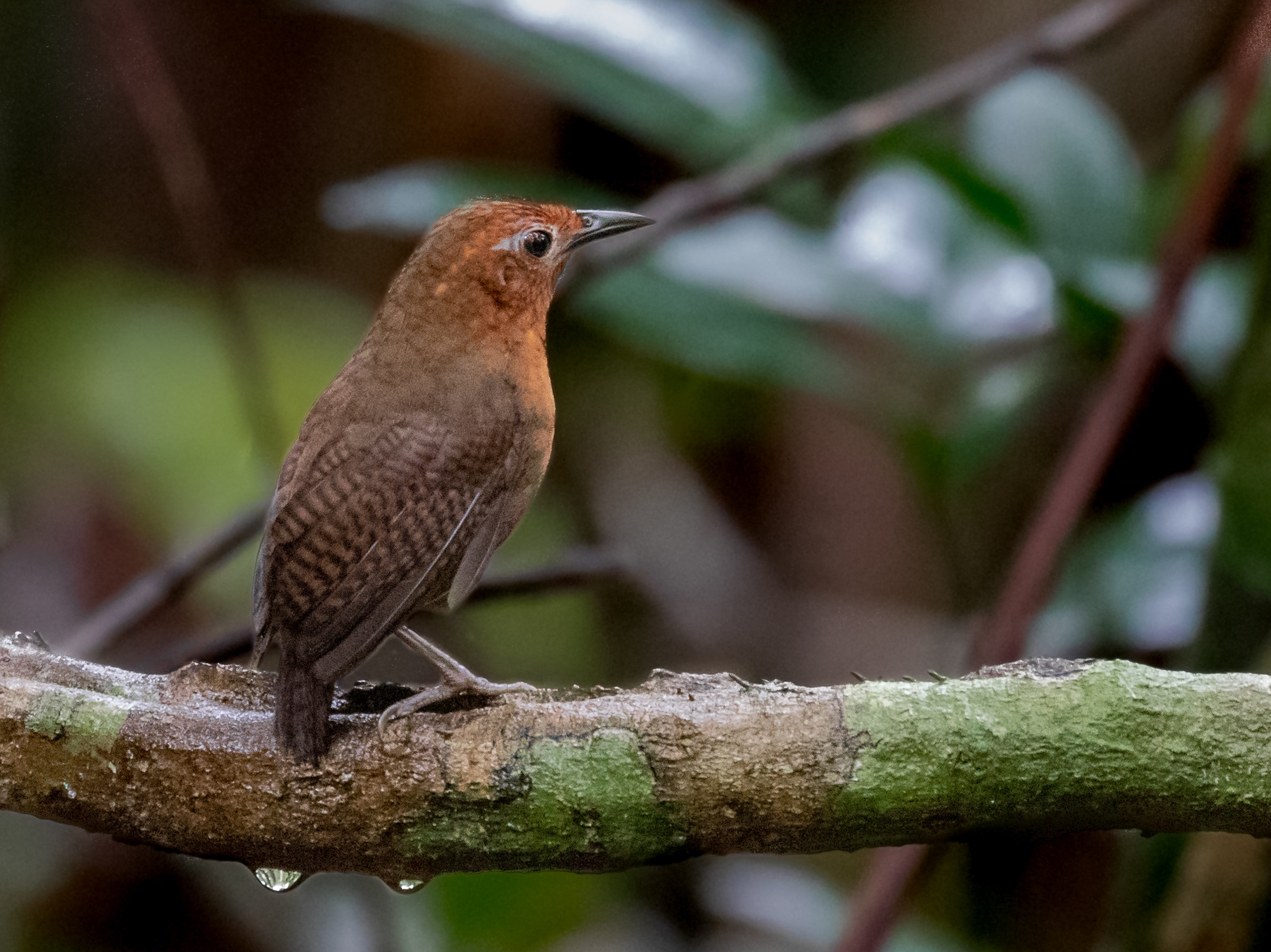
Musikergärdsmyg av underarten transfluvialis.

## Levnadssätt
Musikergärdsmygen hittas i regnskog i låglänta områden och förberg. Den ses enstaka eller i par som håller sig på eller nära marken och kan bara svåra att få syn på.

## Status och hot
Arten har ett stort utbredningsområde, men tros minska i antal, dock inte tillräckligt kraftigt för att den ska betraktas som hotad. Internationella naturvårdsunionen IUCN listar arten som livskraftig (LC).